# ویلگون
ویلگون (به فرانسوی: Villegouin) یک کمون در فرانسه است که در اندر واقع شده‌است. ویلگون ۲۴٫۰۳ کیلومتر مربع مساحت و ۴۰۴ نفر جمعیت دارد و ۱۲۵ متر بالاتر از سطح دریا واقع شده‌است.